# خفاش میوه ماداگاسکار
خفاش میوه ماداگاسکار (نام علمی: Eidolon dupreanum) نام یک گونه از سرده خفاش‌های میوه‌خوار کاهی‌رنگ است.